# دردسر دوجانبه
دردسر دوجانبه (به انگلیسی: Double Trouble) یک فیلم موزیکال آمریکایی محصول سال ۱۹۶۷ با بازی الویس پرسلی است. داستان کمدی مربوط به یک خواننده آمریکایی است که با جنایتکاران در اروپا برخورد می‌کند. این فیلم در لیست پرفروش‌ترین فیلم‌های پایانی سال ۱۹۶۷ در رتبه ۵۸ قرار داشت. که در ۵ آوریل ۱۹۶۷ اکران شد.
الویس ۷۵۰٫۰۰۰ دلار به اضافه ۴۰ درصد سود دستمزد دریافت کرد.

## داستان
هنگامی که گای لمبرت خواننده و همراهانش از لندن به آنتورپ سفر می‌کنند، جیل کانوی، وارث زیبا اما غیردنیایی، و کلر دانهام، یک جامعه جذاب سکسی دنبال می‌شوند. مسائل پیچیده عبارتند از یک جفت دزد جواهرات خنده‌دار که الماس‌های قاچاق را در چمدان جیل پنهان کرده‌اند، سه کارآگاه کلوزو مانند فلاندری و یک قاتل مرموز که به نظر می‌خواهد جیل را بکشد.